# Marie Norden
Marie Norden, eigentlich Friederike Marie Ernestine Wolfhagen, (* 13. November 1812 in Tönning; † 3. Juli 1878 in Dresden) war eine deutsche Schriftstellerin.

## Leben
Wolfhagen wurde als sechstes Kind von insgesamt neun Geschwistern geboren und am 25. Januar 1813 in der St.-Laurentius-Kirche evangelisch getauft. Ihr Vater Friedrich Wolfhagen (1777–1846), der Advokat war und in Kiel studiert hatte, übte im Namen des dänischen Königs Christian VIII. die Ämter des Stadtsekretärs, Polizeimeisters und Bürgermeisters von Tönning aus. Ihre Mutter war Charlotte Christiane, geb. Hansen. Wolfhagen wurde wie ihre Geschwister von einem Hauslehrer unterrichtet und anschließend nach Kopenhagen zur Vervollständigung ihrer Erziehung geschickt. Auf Grund einer Krankheit ihres Vaters, der seinen Abschied aus dänischen Diensten nehmen musste, zog die Familie nach Wandsbek vor den Stadttoren Hamburgs. In den folgenden Jahren reiste Wolfhagen sehr viel. Neben Aufenthalten in Kopenhagen, Helgoland und Süddeutschland besuchte sie auch die Schweiz, Österreich und Norditalien. Zudem hatte sie ihren Vater zu pflegen, der 1846 verstarb. 
Seit 1836 publizierte sie Romane, Erzählungen und Novellen, immer unter Pseudonym (Marie Norden oder M. Norden). Nach dem Tode ihres Vaters zog sie gemeinsam mit ihrer Schwester Therese und ihrer Mutter nach Dresden, vermutlich um sich als Malerin ausbilden zu lassen. Sie nahm Anteil an der revolutionären Ereignissen des Jahres 1848/49 und am Dresdner Maiaufstand 1849. In Dresden trat sie in freundschaftliche Beziehungen mit Friedrich Anton Serre, dem Gründer der Schillerstiftung. Sie korrespondierte mit Louise Otto, Karl Gutzkow, Lorenz Diefenbach und anderen. 
Nach 1867 schrieb Wolfhagen keine Romane mehr. Sie war an Gelenkrheumatismus erkrankt und verstarb unverheiratet am 3. Juli 1878 in Dresden. Louise Otto widmete ihr einen warmherzigen Nachruf. Ihre Schwester, Therese Wolfhagen, übermittelte Franz Brümmer biografische Angaben für einen Lexikonartikel.

## Schriftstellerin
Wie viele Schriftstellerinnen des 19. Jahrhunderts in Deutschland zog Wolfhagen es vor, unter einem Pseudonym an die Öffentlichkeit zu treten. Da sie nicht von ihrer Familie abhängig sein wollte und mit 24 Jahren noch unverheiratet war, trat sie 1836 mit zwei Erzählungen an die Öffentlichkeit. In Der Brand von Pera und Die Empörung zu Kairo ging es um den Aufstand der Ägypter gegen Napoleon im Jahr 1789. In dem Roman Der Matador beschäftigte sie sich mit den Karlistenkriegen. Mitte der 1840er-Jahre begann sie sich mit sozialen Problemen, wie dem Weberaufstand von 1844, den sozialen Problemen der Besitzlosen, der Frauenfrage und den revolutionären Ereignissen in Dresden zu beschäftigen. Besonders häufig widmete sie sich der Schleswig-Holsteinischen Frage, so in Die Friedensfrage in Schleswig-Holstein oder in Die Dänen hinter dem Danewerk. Historischer Roman aus der jüngsten Vergangenheit Schleswig-Holsteins. Marie Norden war eine produktive Schriftstellerin. Im Gegensatz zu vielen anderen deutschen Schriftstellerinnen, die ihr Schaffen durch Geschichten von Frauen und deren Auf- oder Abstieg aus „moralischen Gründen“ behandelten, nahm sich Marie Norden den aktuellen gesellschaftlichen Fragen und Zeitfragen der entstehenden Proletarisierung breiter Bevölkerungsschichten und der beginnenden Emanzipation der Frau an. Trotz hoher Auflagen geriet ihr Werk nahezu in Vergessenheit.

## Werke (Auswahl)
- Der Brand von Pera und Die Empörung zu Kairo. Hamburg 1836
- Patkul's Tod. Historische Erzählung aus dem ersten Viertel des achtzehnten Jahrhunderts. Hamburg 1836
- Hofcabalen. Herold, Hamburg 1836
- Die Belagerung von Antwerpen und Die Vergeltung. Hamburg 1837
- Der Matador. Eine Schilderung aus der jüngsten Vergangenheit Spaniens. 2 Theile in 1 Bd. Herold, Hamburg 1840
- Die Brüder und der Mönch. Ein Sizilianisches Sittengemälde aus dem letzten Viertel des achtzehnten Jahrhunderts. 2 Bde. Herold, Hamburg 1842
- Erzählungen. Die Stiefschwestern. Paul Scalig in Preußen. Das Zusammentreffen auf Helgoland. Adolph Wienbrack, Leipzig 1843
- Astolfo Bardonnas. Gemälde aus der jüngsten Vergangenheit Spaniens. 3 Theile in 1 Bd. Adolph Wienbrack, Leipzig 1844
- Ilmhorst. Eine Skizze aus der Vorzeit Hamburgs. 2 Bde. Adolph Wienbrack, Leipzig 1846 (Online in der Google-Buchsuche)
- Feldblumen. Novellen.[12] A. Wienbrack, Leipzig 1847 (Online in der Google-Buchsuche)
- Die Friedensfrage in Schleswig-Holstein. In: Europa. Chronik der gebildeten Welt. Hrsg. von F. Gustav Kühne. Nr. 43, 44, 45 und 46, 1848
- Paris und Berlin. Roman aus der neuesten Zeit. 2 Bde. Adolph Wienbrack, Leipzig 1849 (Erster Teil in der Google-Buchsuche)
- Das Mädchen aus dem Volke. Skizze nach dem Leben. In: Frauen-Zeitung. Nr. 16, 17 und 18, 1849
- Die Bestimmung der Frauen. In: Frauen-Zeitung Nr. 23 und 24, 1849
- Dresdens Maitage. Ein Zeitbild. 3 Bde. Adolph Wienbrack, Dresden 1850
- Deutsche Lebensbilder. 2 Bde. Adolph Wienbrack, Leipzig 1851 (Erster Band in der Google-Buchsuche)
- Rudolf oder Das Abenteuer im Riesengebirge. Roman. 3 Bde. C. L. Fritzsche, Leipzig 1853 (Zweiter Band in der Google-Buchsuche)
- Die Sturmfluth auf Pellworm. Ein Gemälde von Schleswigs Westküste. In: Erheiterungen. Eine Auswahl der Neuesten und Interessantesten aus deutschen Unterhaltungsblättern. Stuttgart 1853, S. 321–336
- Ottokar oder die Reise nach Sebastopol. Historischer Roman aus der Zeit Josefs des Zweiten. C.L. Fritzsche 1855
- Dunkele Wege. Roman. 2 Bde. Verlags-Comptoir (Th. Niemeyer), Hamburg 1856 (Band 1 in der Google-Buchsuche)
- König Wilhelm der Dritte und seine Zeit. Historischer Roman. Robert Schäfer, Dresden 1859 (Online in der Google-Buchsuche)[13]
- Agnes und Marie. Ein Roman aus dem englischen Leben. 3 Bde. Adolph Büchting, Nordhausen 1860 (Band 3 in der Google-Buchsuche)
- Columbus und seine Zeit. Historischer Roman. 4 Bde. Kober & Markgraf, Wien, Prag 1861 (Album. Bibliothek deutscher Originalromane. Hrsg. von J.L. Kober. Sechzehnter Jahrgang Band 4–7) (Band 4 in der Google-Buchsuche)
- See- und Landgeschichten aus Schleswig-Holstein. A. Wienbrack, Leipzig 1866
- Die Dänen hinter dem Danewerk. Historischer Roman aus der jüngsten Vergangenheit Schleswig-Holsteins. A. Wienbrack, Leipzig 1867

## Übersetzte Werke
- De broeders en de monnik. Een tafereel der Siciliaansche zeden, uit het laatste gedeelte der 18e eeuw. Naar het Hoogduitsch. 2 Bde., Amsterdam 1843
- Willem III, koning van Engeland en stadhouder van Holland. Amsterdam 1860